# راه‌پیمایی شرمان (فیلم ۱۹۸۶)
راه‌پیمایی شرمان (فیلم ۱۹۸۶) (به انگلیسی: Sherman's March) فیلمی ۱۵۵ دقیقه‌ای به کارگردانی روس مک‌الوی با بازی روس مک‌الوی است.